# Exetastes madecassus
Exetastes madecassus är en stekelart som beskrevs av André Seyrig 1934. Exetastes madecassus ingår i släktet Exetastes och familjen brokparasitsteklar. Inga underarter finns listade i Catalogue of Life.